# Urmijské jezero
Urmijské jezero (persky دریاچه ارومیه, Daryāče-ye Orūmīye, ázerbájdžánsky اورمو گؤلو, Urmiya gölü, arménsky Ուրմիա, Ourmia, latinsky Lacus Matianus) je bezodtoké jezero mezi provinciemi Východní a Západní Ázerbájdžán na severozápadě Íránu. Má rozlohu 5800 km². Je 140 km dlouhé a maximálně 55 km široké. Průměrně je hluboké 6 m a dosahuje maximální hloubky 15 m. Rozloha povodí je 50 000 km². Leží v jižní části Arménské vysočiny v nadmořské výšce 1275 m.

## Ostrovy
Na jezeře se nachází 102 ostrovů, převážně v jižní části. Jsou to Arezu, Ashk, Espir, Kabudan, Shahi (Eslami), Espiro, Espirak, Azin, Mehr, Mehran, Mehrdad, Borzu, Borz, Siyavash, Siyah-Tappeh, Tanjeh, Tanjak, Bon-Ashk, Ashksar, Ashku, Chak-Tappeh, Day, Magh, Meydan, Cheshmeh-kenar, Miyaneh, Samani, Azar, Sangan, Sangu, Tak, Jowzar, Jovin, Jodarreh, Sepid, Bastvar, Zirabeh, Bahram, Gorz, Ardeshir, Nahid, Penhan, Shahin, Kenarak, Zartappeh, Khersak, Naviyan, Omid, Garivak, Gordeh, Giv, Kalsang, Golgun, Aram, Panah, Kariveh, Zagh, Meshkin, Sahran, Pishva, Kam, Kameh, Sorush, Sorkh, Shabdiz, Nakhoda, Kuchek-Tappeh, Tus, Borzin, Arash, Atash, Siyah-sang, Karkas, Shurtappeh, Navi, Nahoft, Shush-Tappeh, Iran-Nezhad, Shamshiran, Mahdis, Kakayi-e Bala, Kakayi-ye Miyaneh, Kakayi-e Pain, Takht, Takhtan, Markid, Kaveh, Mahvar, Nadid, Kaman, Zarkaman, Zarkanak, Nahan, Bard, Bardin, Bardak, Tir, Tashbal, Sarijeh, Bon, Kafchehnok.

## Vodní režim
Do jezera ústí velké množství řek. Největší z nich je Džagatu. Delty jsou většinou bažinaté. Úroveň hladiny se zvyšuje na jaře.

## Vlastnosti vody
Slanost vody je 150 až 230 ‰. Na pobřeží se vyskytují místy slaniska.

## Historie
Jedna z nejstarších zmínek o Urmijském jezeře byla nalezena v asyrských záznamech z 9. století př. n. l. V záznamech Salmanassara III. (vládl 858 až 824 př. n. l.) se objevují dva názvy v oblasti Urmijského jezera: Parsuwash a Matai.

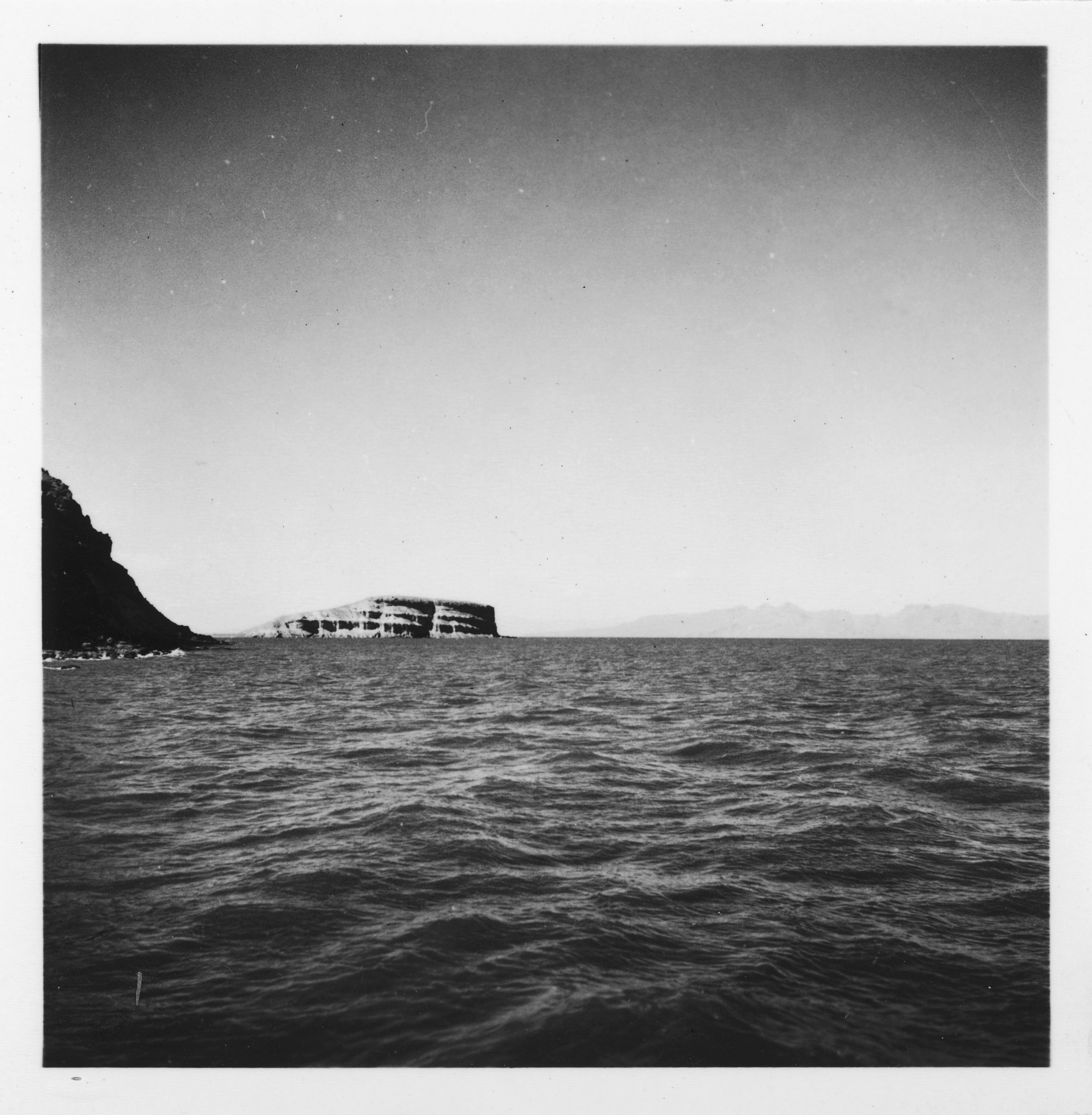
Urmijské jezero na snímku švýcarské fotografky a novinářky Annemarie Schwarzenbachové (1935)

Není úplně zřejmé, zda mělo jít o názvy míst, nebo kmenů, v záznamech následuje seznam „králů“. Ale Matai byli Médové a název „Parsuwash“ lingvisticky odpovídá staroperskému slovu pārsa, čili etnolingvistickému označení Achaimenovců.
Římané jezeru říkali Lacus Matianus. Nacházelo se uprostřed Mannajského království; zbytky mannajského osídlení byly odkryty v pahorku Hasanlu na jižním břehu jezera. Mannajci byli později poraženi íránským národem zvaným Matiani, který bývá ztotožňován se Skythy, Šaky, Sarmaty nebo Kimmerijci. Zemi se začalo říkat Matiane nebo Matiene; není jasné, zda byla země pojmenována podle jezera, nebo obráceně.
Dnešní název dostalo jezero podle města Urmia na západním břehu. Jméno Urmia pochází ze syrštiny a znamená „město vody“. Na počátku 30. let 20. století bylo jezero pojmenováno دریاچه رضائیه (Darjáče-je Rezá'ije) podle Rezášáha Pahlavího, ale po íránské revoluci koncem 70. let bylo přejmenováno na دریاچه ارومیه (Darjáče-je Orúmíje). Jeho staré perské jméno bylo Čičast, což znamená „třpytivé“, kvůli třpytícím se částečkám minerálů rozpuštěných ve vodě a usazených na březích. Ve středověku bylo jezero známé pod názvem Kabuda (arménsky Gabod), což persky znamená „Azurové“.

## Využití
Ryby v jezeře nežijí, vyskytují se v něm pouze drobní korýši. Na jezeře je rozvinutá místní vodní doprava. V blízkosti jezera leží města Urmija a Tabríz. V listopadu 2008 byl dokončen most přes Urmijské jezero spojující západní a východní břeh jezera v nejužším místě.